# Harold balia
Harold balia (Now or Never) è un film muto comico diretto da Fred C. Newmeyer e Hal Roach e con Harold Lloyd.

## Trama
Una giovane donna (Mildred Davis), che lavora presso una ricca famiglia facendo la tata per una bambina di nome Dolly (Anne Mae Bilson), si sta preparando a partire per una vacanza durante la quale incontrerà il ragazzo che ama dall'infanzia. I suoi datori di lavoro sono una coppia troppo occupata fra lavoro e mondanità che non ha tempo per badare alla loro bimba, quindi la ragazza decide, senza chiedere il loro permesso, di portare Dolly con sé.
Nel frattempo, il giovane (Harold Lloyd) che la deve incontrare corre velocemente per la campagna in automobile mentre si reca all'appuntamento. Si schianta, però, contro un fienile ed erroneamente risarcisce del danno non il proprietario (Noah Young) del fienile ma un vagabondo il quale scappando sale nella parte inferiore di un vagone farroviario. Anche qui Harold lo insegue e riesce pure a recuperare il deanro, tutto quello che possiede, per poi perderlo a causa di un getto di vapore. Il treno arriva, quindi, alla stazione dove la ragazza e la bambina lo stanno aspettando ed è qui che Harold incontra la fanciulla che ha sempre amato. Dopo che la coppia si è riunita, insieme a Dolly salgono sul treno. La ragazza ha i biglietti per sé e per la bimba ma Harold non ha né il biglietto e  né i soldi per acquistarlo. La tata scopre, poi, con sorpresa, che sullo stesso treno c'è anche il padre (William Gillespie) della bambina e, non volendo che l'uomo venga a sapere che ella ha preso con sè Dolly all'insaputa dei genitori, la affida ad Harold e raggiunge il suo datore di lavoro in un diverso vagone. Il giovane non è un babysitter esperto e prendersi cura della bambina non è per nulla facile, soprattutto perché deve anche sfuggire al controllore (Charles Stevenson). Dopo diverse peripezie che porteranno Harold addirittura sul tetto del vagone rischiando più volte di cadere, la storia si conclude felicemente: non solo il padre di Dolly non ha nulla da ridire sul fatto che la ragazza abbia  portato con sé la bambina in vacanza ma si scopre anche che il suo innamorato è l'uomo che il suo datore di lavoro doveva incontrare, poiché lo ha recentemente assunto per una posizione importante.